# Euphorbia globosa
Euphorbia globosa (Haworth) Sims es una especie fanerógama perteneciente a la familia de las euforbiáceas. Es endémica de Sudáfrica.

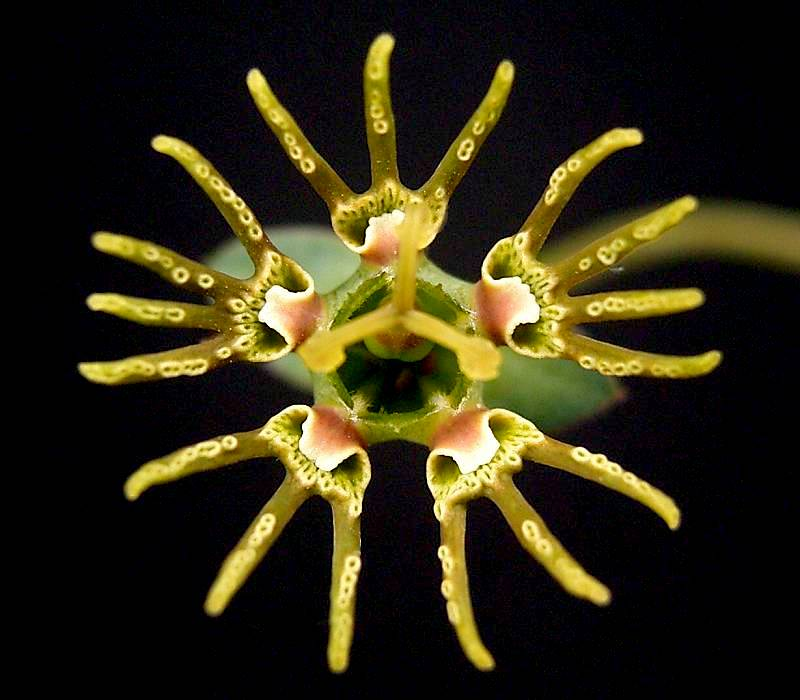
Inflorescencia

## Descripción
Es una planta (exc. las flores) de 3 a 10 cm de alto, suculenta, sin espinas, que consiste en un conjunto de ramas superpuestas o conectados entre sí, como cuentas de un collar, con ramas o articulaciones por lo general deprimidas globosas, más gruesos que largos, pero a veces elipsoide, obovoides, de color verde mate o púrpura en donde se expone al sol, no glauca, llegando a ser de color gris pálido o de color marrón con la edad; las hojas caducas rudimentarias, lanceoladas, agudas, erectas. La inflorescencia terminal en pedúnculos.

## Taxonomía
Euphorbia globosa fue descrita por (Haworth) Sims y publicado en Botanical Magazine 53: t.2624. 1826.
Etimología
Euphorbia: nombre genérico que deriva del médico griego del rey Juba II de Mauritania (52 a 50 a. C. - 23), Euphorbus, en su honor – o en alusión a su gran vientre –  ya que usaba médicamente Euphorbia resinifera. En 1753 Carlos Linneo asignó el nombre a todo el género.
globosa: epíteto latino que significa "con forma de globo".
Sinonimia
- Dactylanthes globosa Haw. (1823).
- Medusea globosa (Haw.) Klotzsch & Garcke (1859).[7][8]